# Commander (chien)
Pour les articles homonymes, voir Commander.
Commander,, né le 1er septembre 2021 est un chien appartenant au président Joe Biden, et à la première dame Jill Biden. Berger allemand, Commander, était un cadeau d’anniversaire à Joe Biden de James et Sara Biden (en), son frère et sa belle-sœur. Commander,, est arrivé à la Maison-Blanche le 20 décembre 2021,,. Le 13 février 2022, Commander, a fait ses débuts à la télévision dans l’émission Puppy Bowl XVIII.
En juillet 2023, des dossiers publiés par le groupe d'activistes conservateurs Judicial Watch ont montré que Commander avait mordu ou attaqué à plusieurs reprises.
En octobre 2023, il est annoncé que Commander quitte définitivement la Maison-Blanche en raison de nombreux incidents de morsures.